# Per Kristiansen
Per Kristiansen, norsk orienterare som tog individuellt EM-silver 1964 samt individuellt NM-brons 1957 och 1963.